# Geillis Duncan
Geillis Duncan, död 1591, var en skotsk kvinna som avrättades för häxeri i Edinburgh. Hon tillhör de åtalade i den berömda häxprocessen i North Berwick; hon var den första som greps i denna process, och hennes angivelser ledde till arresteringen av andra. 
Geillis Duncan beskrivs som en ung tjänsteflicka anställd hos vice sheriffen David Seton i Edinburgh. 
Hennes arbetsgivare fattade misstankar mot henne  därför att hon ofta lämnade huset under nätterna och för att hon var bra på att bota sjukdomar. Hennes arbetsgivare misstänkte henne för häxeri och lät arrestera henne och förhöra henne under tortyr. Hon kläddes av och myndigheterna tyckte sig upptäcka djävulsmärket på hennes kropp. Med hjälp av tortyr erkände hon häxeri och pekade ut andra som häxor för att ha närvarat vid den häxsabbat där häxorna trollat fram en storm som blåste kungens fartyg ur kurs på hans bröllopsresa till Danmark. Hennes utpekanden ledde till häxprocessen i North Berwick. Duncan uppgavs ha varit den som spelade musik vid häxsabbaten i East Lothian.
Geillis Duncan försökte förgäves ta tillbaka både sitt erkännande och sina utpekanden när tortyren hade upphört, och menade att de hade gjorts på grund av tortyr. Hon dömdes till döden och avrättades den 4 december 1591. 